# Conquista della Dacia
La conquista della Dacia da parte dell'Impero romano si realizzò negli anni compresi tra il 101 ed il 106, attraverso lo scontro tra l'esercito romano, guidato dall'imperatore Traiano, e i Daci di re Decebalo. L'esito finale della guerra fu la sottomissione della Dacia, l'annessione all'Impero romano e la sua trasformazione in provincia.
La guerra conobbe essenzialmente due fasi: nella prima, l'imperatore Traiano, che voleva vendicare le sconfitte subite un quindicennio prima, sotto l'imperatore Domiziano, compì un'avanzata nel territorio dei Daci a scopo intimidatorio, forse anche con l'obiettivo, non tanto nascosto, di rendersi conto delle eventuali difficoltà in caso di conquista; nella seconda fase, il venir meno da parte del re dei Daci agli accordi siglati solo un paio d'anni prima, costrinse Traiano a sottomettere la Dacia in modo permanente, inglobandola nel già vasto Impero romano.
Questa annessione, però, generò negli anni un problema strategico di non facile soluzione. L'essere stata costretta, Roma, a costituire un "saliente" oltre il Danubio, difficilmente difendibile in quell'enorme e mutevole "mare di barbari" (tra Germani e Sarmati), rese necessario il dispiegamento nell'area di mezzi militari crescenti (fino a 50 000 armati) con il conseguente lievitare degli esborsi finanziari.

## Contesto storico
Tra la fine del I e l'inizio del II secolo, l'evoluzione politica dell'Impero romano fu caratterizzata dal prevalere di una successione imperiale non più dinastica, bensì adottiva: i singoli imperatori erano, infatti, scelti in base ai meriti individuali per succedere al trono più ambito dell'Occidente. Roma era ormai padrona dell'intero bacino del Mediterraneo, mentre in Europa centrale i confini delle sue conquiste si erano ormai stabilizzati intorno ai due grandi bacini fluviali di Reno e Danubio. L'unico stato organizzato ancora al di fuori delle conquiste romane era la Dacia, con le sue ricche miniere d'oro ed argento. Solo un imperatore con un curriculum militare di tutto rispetto avrebbe potuto portare a termine un'impresa così difficile. Questo imperatore fu Traiano, nato in Spagna da coloni italici e primo Princeps nato al di fuori dei confini della penisola.

### Preludio alla guerra (98-100)

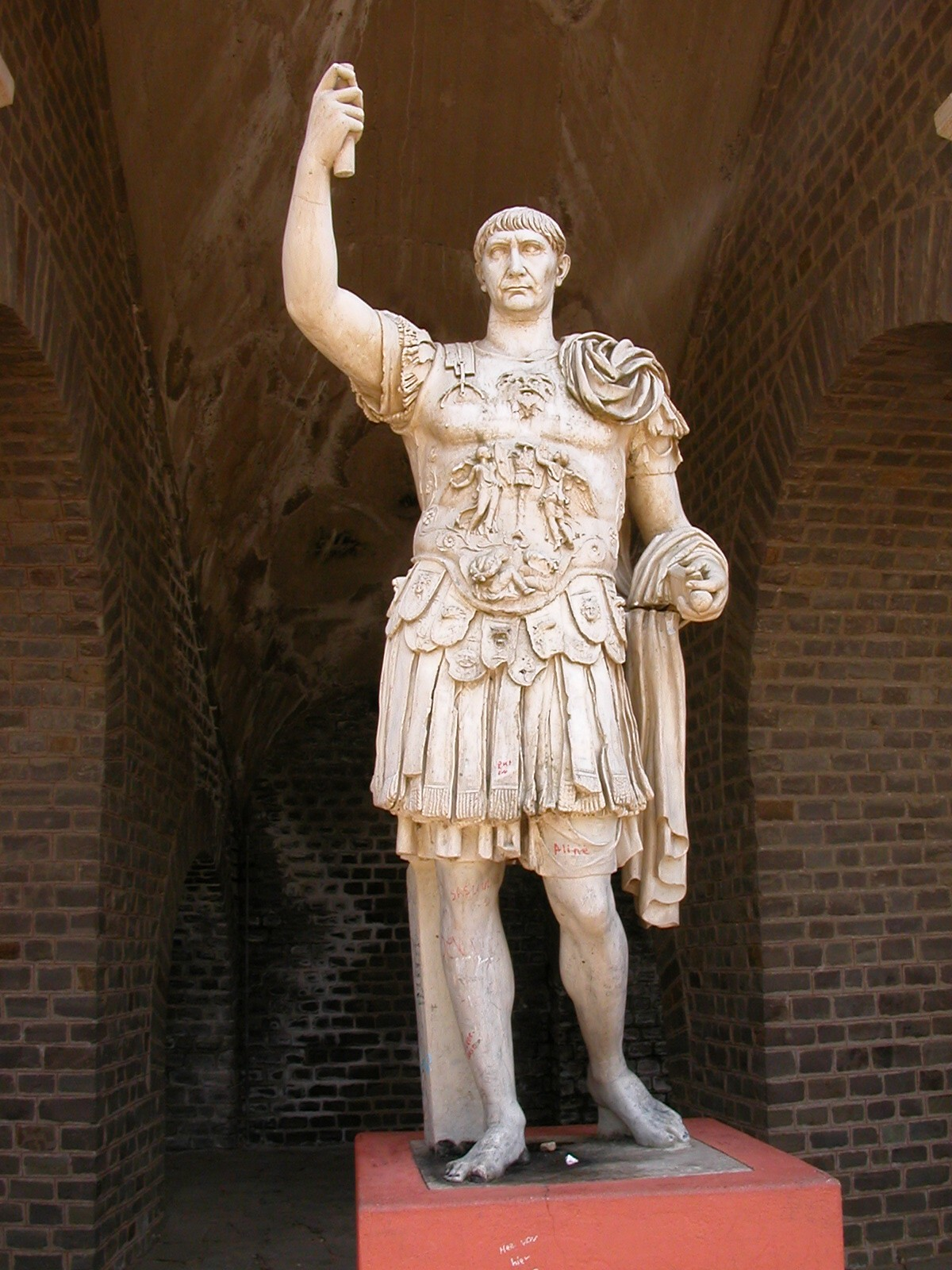
Statua loricata dell'imperatore Traiano

Una volta ottenuta la porpora imperiale, Traiano soggiornò per oltre un anno e mezzo lungo il limes danubiano e renano, tanto che il suo ingresso nella capitale dell'Impero avvenne solo nell'ottobre del 99. Nei mesi trascorsi sul fronte, Traiano ebbe il tempo necessario per riflettere sulla nuova politica estera da adottare, anche in funzione della possibile conquista della Dacia, dettata principalmente dalla crescente potenza dei Daci di Decebalo, così vicino ai confini imperiali, ma anche dalle impellenti necessità finanziarie di Roma.
L'occupazione delle montagne della Dacia, come dimostrarono gli eventi al termine della difficile conquista, avrebbe tenuto a bada le popolazioni di tutto il bacino carpatico, consentendo un tranquillo sviluppo del retroterra della Tracia e della Mesia, anche se non sembra fosse questo il reale obiettivo di Traiano all'inizio della prima expeditio dacica. Egli, inizialmente, riteneva doveroso punire con una guerra il re dei Daci, Decebalo, responsabile dei disastrosi risultati riportati dalle campagne daciche di Domiziano, nell'86.
(Cassio Dione, LVIII, 6, 1.)
Una guerra di questa portata, più volte auspicata fin dai tempi di Cesare, richiedeva però una preparazione accurata ed una riorganizzazione lungo il limes renano e nelle province dell'alto Danubio da cui trarre, se possibile, rinforzi per l'imminente campagna dacica. L'esperienza di quindici anni prima, durante il regno di Domiziano, aveva insegnato che il nemico da combattere era estremamente preparato, difficile da sconfiggere e mai domo, e che poteva contare anche su ingenti risorse militari e finanziarie.

## Forze in campo
Romani
Traiano riuscì a schierare un esercito composto da numerose legioni danubiane, oltre ad unità ausiliarie e a vexillationes legionarie:
- le legioni I Adiutrix, I Italica, I Minervia, II Adiutrix, II Traiana Fortis, IIII Flavia, V Macedonica, VII Claudia, X Gemina, XI Claudia Pia Fidelis, XIII Gemina, XIIII Gemina Martia Victrix, XV Apollinaris, XXI Rapax (?) e XXX Ulpia Victrix;
- le vexillationes legionarie delle legioni II Augusta, III Augusta, III Gallica, IV Scythica,[5] VI Ferrata, VII Gemina, IX Hispana, Legio XII Fulminata,[5] XX Valeria Victrix e XXII Primigenia.[6]

Il totale delle forze messe in campo dall'impero romano potrebbe essersi aggirato attorno ai 150 000 armati, di cui 75/80 000 legionari e 70/75 000 ausiliari.
Daci ed alleati
In base ai dati forniti da Strabone, Decebalo potrebbe essere stato in grado di mettere insieme un esercito di circa 200 000 armati oltre agli alleati Roxolani e Bastarni. Nel corso della guerra tentò invano di trovare nuovi alleati ad Oriente nei Parti e ad Occidente nelle popolazioni suebe di Quadi e Marcomanni.
Sembra invece che gli Iazigi di ceppo sarmatico, rimasti neutrali durante la prima campagna, fossero in guerra contro i Romani lungo i confini della Pannonia inferiore, certamente nel 107, e forse prima (dal 105-106).

## Fasi del conflitto

### Prima campagna

#### Anno 101

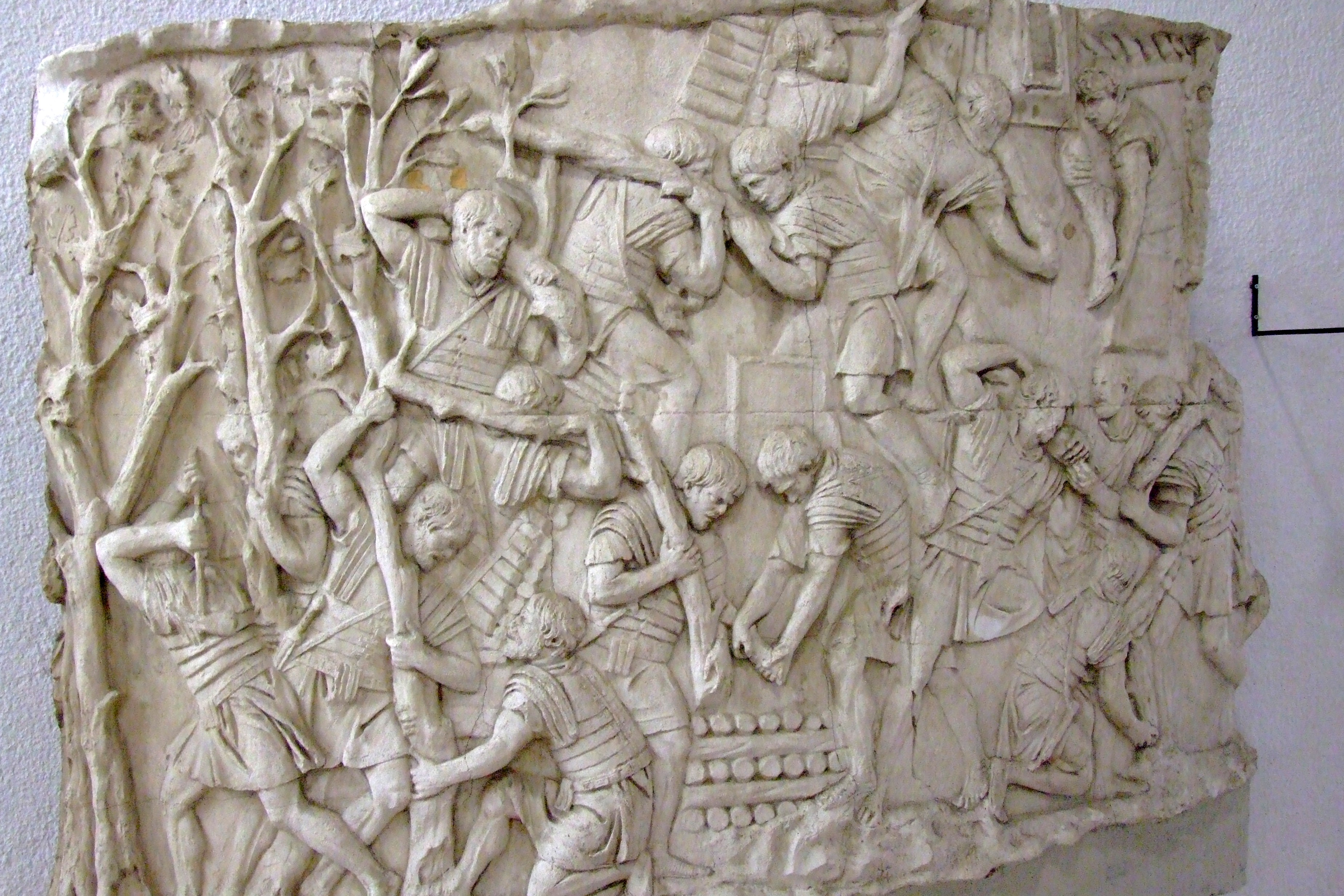
I romani costruiscono fortificazioni lungo la strada che conduce al cuore della Dacia, come è ben rappresentato sulla Colonna di Traiano.

Il 25 marzo 101, Traiano in persona lasciò l'Italia, per dirigersi verso la provincia di Mesia superiore. Il princeps era accompagnato dalla guardia pretoriana e dal suo prefetto del pretorio, Tiberio Claudio Liviano, oltre a tutta una serie di comites (accompagnatori) come Licinio Sura, Quinto Sosio Senecione, Lusio Quieto, Gneo Pinario Emilio Cicatricula Pompeo Longino, Publio Elio Traiano Adriano (il futuro successore di Traiano, allora venticinquenne) e forse Decimo Terenzio Scauriano (che sarebbe poi divenuto il primo governatore della provincia di Dacia). Ad affiancare questa spedizione c'erano infine i governatori delle province limitrofe: Gaio Cilnio Proculo in Mesia superiore, Manio Laberio Massimo in Mesia inferiore e Lucio Giulio Urso Serviano in Pannonia inferiore.
(Cassio Dione, LVIII, 6, 2.)
Conosciamo anche il piano strategico generale della prima campagna dalle parole di Traiano stesso: Inde Berzobim, deinde Aizi processimus. Queste due località si trovavano lungo la più occidentale fra le strade che si dirigevano in Dacia; essa, partendo da Viminacium sul Danubio in prossimità di Lederata, portava al forte di Tibiscum (pochi chilometri a Nord della moderna Caransebes) e da lì, con un breve percorso, a Tapae ed al passo delle cosiddette Porte di ferro (presso l'attuale località di Otelu Rost), per entrare poi nella Dacia vera e propria. Questa strada era già stata utilizzata da Tettio Giuliano nella campagna dell'88.
Ancor oggi è incerto se Traiano fosse stato affiancato da una seconda colonna, che da Dierna avrebbe attraversato il passo noto come Chiavi di Teregova per riunirsi con la prima colonna a Tibiscum. L'ipotesi è stata formulata dopo un'attenta analisi della Colonna traiana dove, nelle scene 4 e 5, sono raffigurati due ponti di barche paralleli sul Danubio, uno attraversato dai legionari e l'altro dai pretoriani. I due ponti costituirebbero un mezzo espressivo naturale mediante il quale lo scultore avrebbe voluto indicare il passaggio simultaneo di un esercito diviso in due differenti "colonne di marcia". L'uso di "colonne" separate serviva evidentemente a dividere le forze nemiche nei punti strategici, con una manovra tattica di aggiramento che sarà peraltro utilizzata da Traiano anche nel corso della campagna partica del 115, con un'avanzata simultanea lungo il Tigri e l'Eufrate. In questo caso sarebbe da attribuirsi a quest'anno o all'anno precedente, la costruzione di un'opera idraulica che deviava il corso del Danubio attraverso un canale artificiale, affiancato da una strada militare, lungo la stretta gola, anch'essa denominata: Porte di ferro.

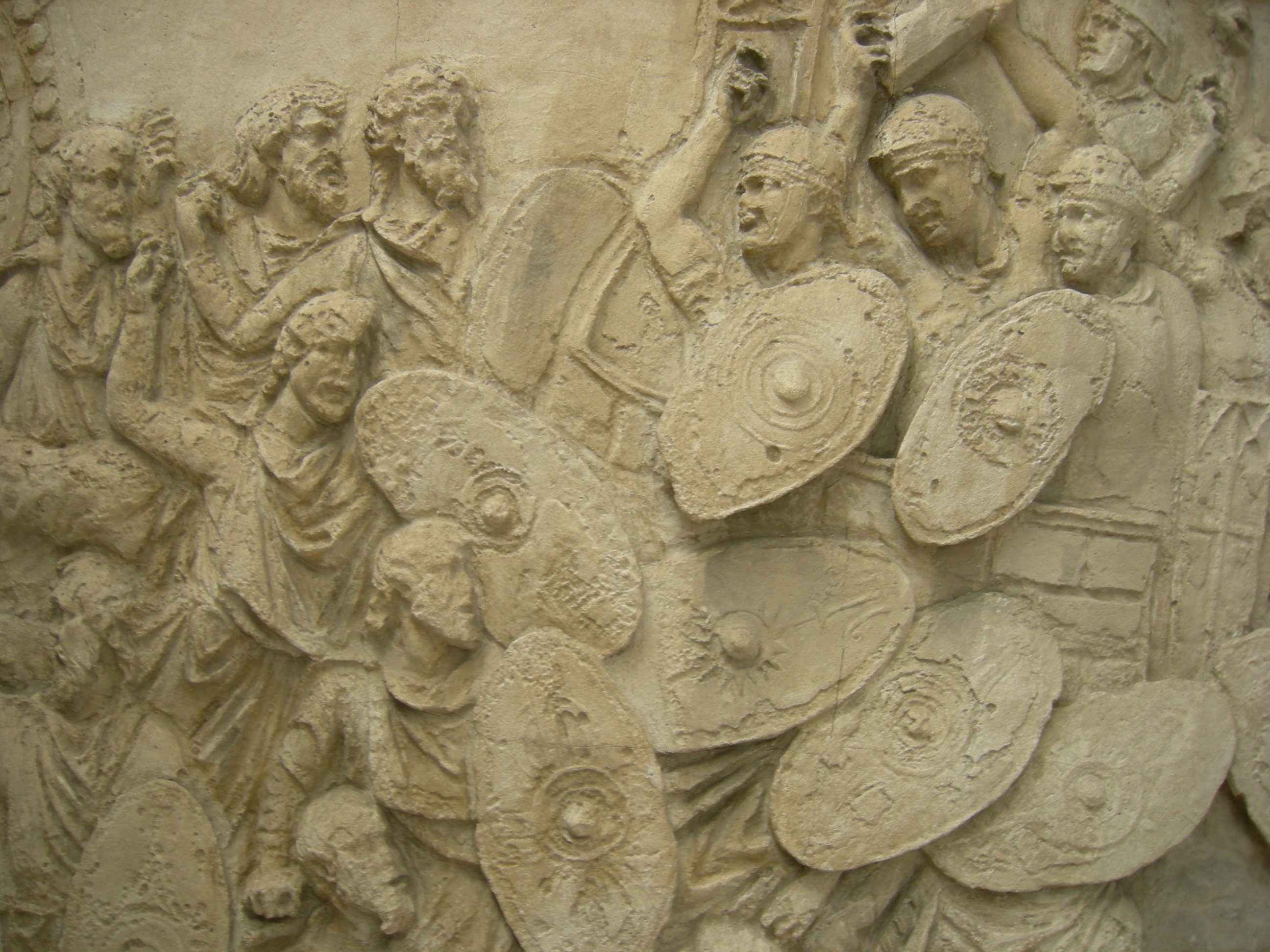
Le fasi salienti della battaglia a Tapae sono rappresentate sulla Colonna di Traiano.

Attraversato il Danubio, forse su due diverse colonne, l'esercito romano avanzò senza incontrare grandi resistenze. Il nemico adottò infatti la tattica di ritirarsi verso l'interno, ripetendo quanto aveva già sperimentato con successo nell'86 contro Cornelio Fusco e l'esercito di Domiziano; la speranza era di costringere il nemico romano ad abbandonare le linee di comunicazione ed approvvigionamento, oltre a isolarlo nel cuore delle montagne della Transilvania. Le sculture della Colonna, infatti, mostrano fortezze deserte, greggi distrutte, colline abbandonate, e qualche spia dacica in attesa delle future mosse dell'esercito romano. Durante la marcia di avvicinamento viene segnalato da Cassio Dione un solo attacco delle avanguardie del popolo germanico dei Buri, alleati dei Daci.
(Cassio Dione, LVIII, 8, 1.)
Traiano, pur non avendo incontrato una seria resistenza, continuò a procedere verso l'interno con la massima cautela, preoccupandosi che la sua avanzata fosse al riparo da possibili imboscate, costruendo strade, ponti e forti lungo il suo cammino.
Dopo aver raggiunto il forte di Tibiscum, in apparenza senza aver sostenuto scontri importanti, vi si accampò in attesa di attaccare le fortezze daciche presso l'imboccatura delle Porte di ferro. Qui ingaggiò una feroce battaglia presso Tapae con il grosso dell'esercito dei Daci. Lo scontro, come anche illustrato sulla Colonna, fu favorevole ai Romani ma a costo di un grande spargimento di sangue, pur non risultando decisivo ai fini della guerra giacché Decebalo poté attestarsi all'interno delle sue fortezze della zona di Orăștie, pronto a sbarrare l'accesso alla capitale Sarmizegetusa Regia. Qui i Romani svernarono, poiché la stagione ormai avanzata rendeva sconsigliabile attaccare questa linea fortificata durante l'inverno.

#### Anno 102

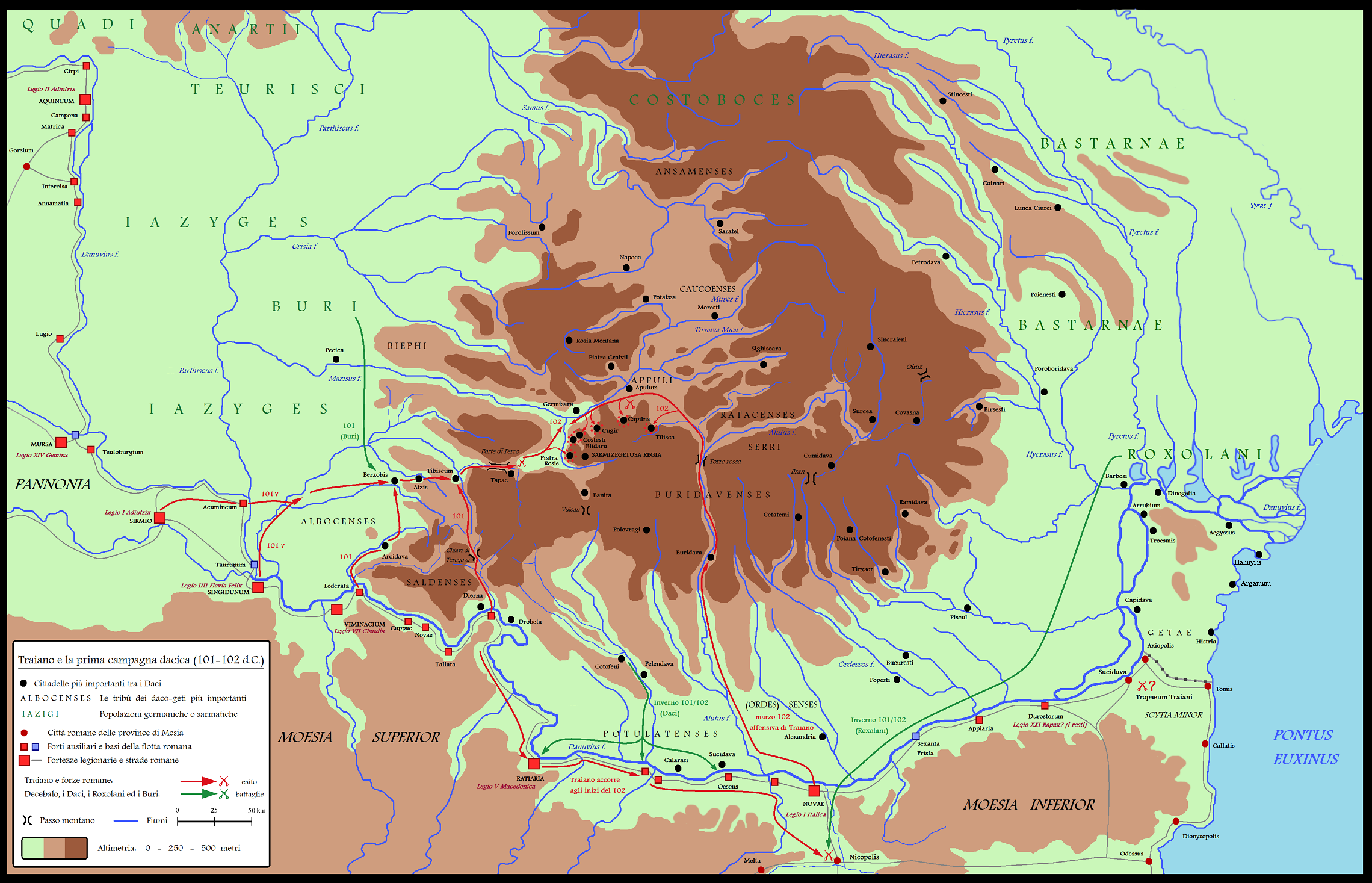
La campagna in Dacia di Traiano del 101 e 102.

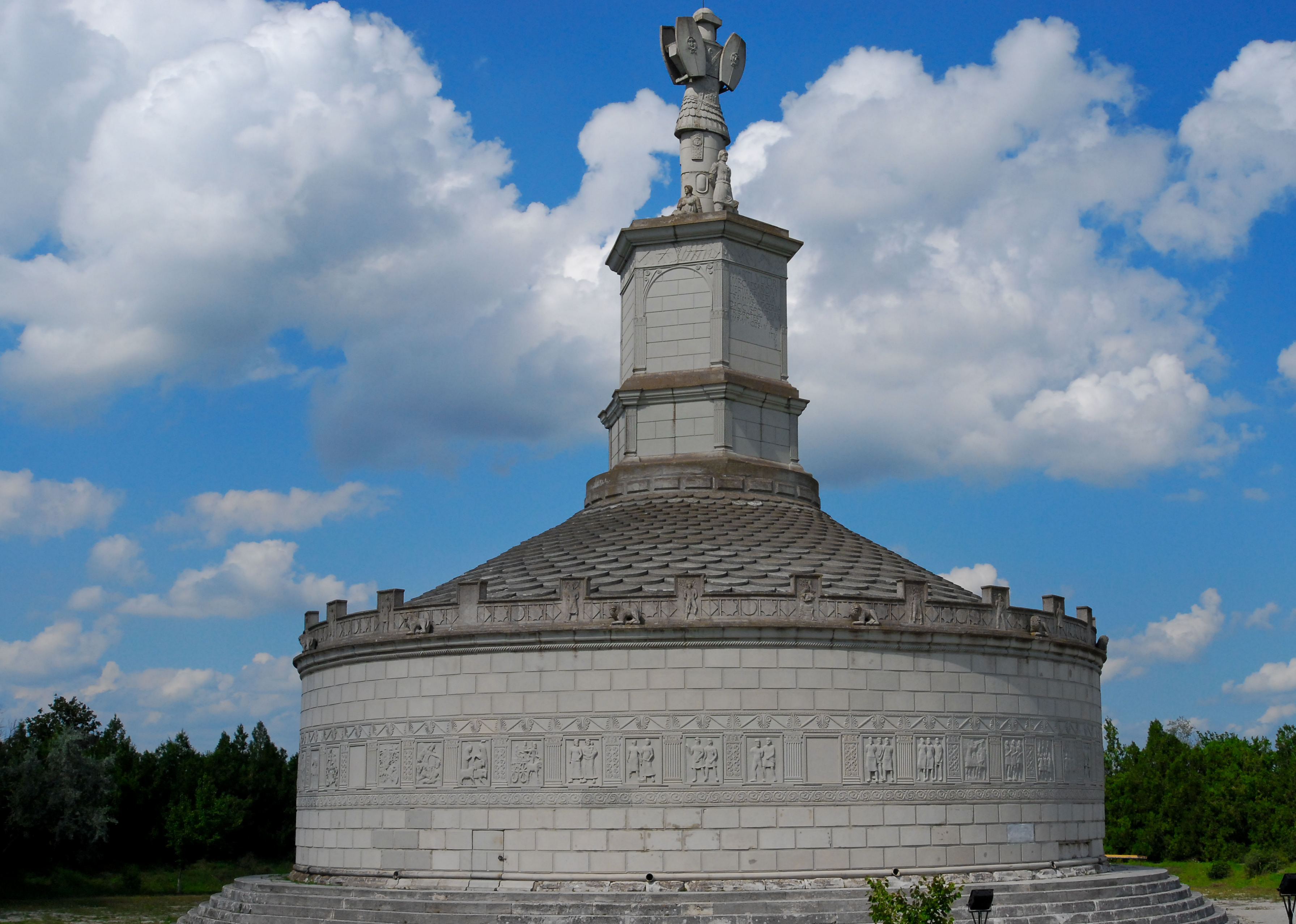
Il Tropaeum Traiani di Adamclisi eretto nel 109 in ricordo della probabile battaglia del 102.

Durante l'inverno del 101/102, Decebalo, ormai bloccato ad occidente, decise di passare al contrattacco, mirando soprattutto ad aprire un secondo fronte per dividere così le forze dell'esercito romano. Come era già successo nell'85, il re dace scelse di assalire la Mesia Inferiore, insieme agli alleati sarmati Roxolani (anch'essi rappresentati sulla Colonna), il cui re era un certo Susago. Le due armate passarono il fiume ma, pur riportando qualche successo iniziale, vennero tenute a bada dall'allora governatore, e abile generale, Manio Laberio Massimo, il quale riuscì anche a catturare la sorella del re dei Daci, come ben illustra la Colonna. Solo con l'arrivo dei rinforzi, capeggiati dallo stesso imperatore Traiano (rappresentato sulla Colonna nell'atto di raggiungere il fronte mesico su imbarcazioni della Classis moesica), le forze dei Daci e dei Roxolani furono fermate, e anzi subirono una pesante sconfitta, forse separatamente:
- i Daci in una località forse posta in relazione con il grande trofeo, eretto nel 107/108 ad Adamclisi nella Dobrugia;[34]
- i Roxolani presso la futura città di Nicopolis ad Istrum, fondata successivamente da Traiano per onorarne la vittoria,[35] forse dopo aver inutilmente assediato la fortezza legionaria di Novae. Traiano, infatti, memore dell'azione analoga avvenuta oltre quindici anni prima durante le campagne daciche di Domiziano, si era ben preparato a una simile mossa strategica da parte dei Daci.[36]

L'offensiva di Traiano riprese nel mese di marzo; questa volta, l'avanzata prese avvio da più fronti.
La prima "colonna", attraversato il Danubio forse nel tratto di limes Oescus-Novae, proseguì lungo la valle dell'Aluta fino a raggiungere il passo sufficientemente ampio ed accessibile della Torre Rossa. L'avanzata delle altre due colonne avvenne in parallelo, probabilmente lungo le stesse direttrici seguite l'anno precedente (ossia attraverso le "Porte di ferro" e il passo delle Chiavi di Teregova). Il punto di ricongiungimento finale delle tre armate è individuato a una ventina di chilometri a nord-ovest di Sarmizegetusa Regia.
Decebalo, scosso dalla seconda sconfitta subita e soprattutto dall'avanzata contemporanea lungo tre fronti in una "manovra a tenaglia" che vedeva le truppe imperiali impossessarsi di numerose fortezze daciche, sempre più prossime alla capitale, inviò all'imperatore romano due ambascerie, ognuna con una richiesta di pace. Traiano si rifiutò di ascoltare la prima, ma decise di ricevere la seconda, composta da numerosi nobili daci (che indossavano cappelli di feltro); in seguito all'incontro, il capo dello stato maggiore dell'imperatore, Licinio Sura, fu inviato insieme al prefetto del pretorio, Tiberio Claudio Liviano, per discutere i termini del possibile trattato di pace. Le condizioni offerte dai Romani, che miravano alla resa incondizionata di Decebalo, furono tuttavia durissime, tanto più se si considera che i Daci non avevano subito ancora sconfitte irreparabili. La guerra, pertanto, continuò.

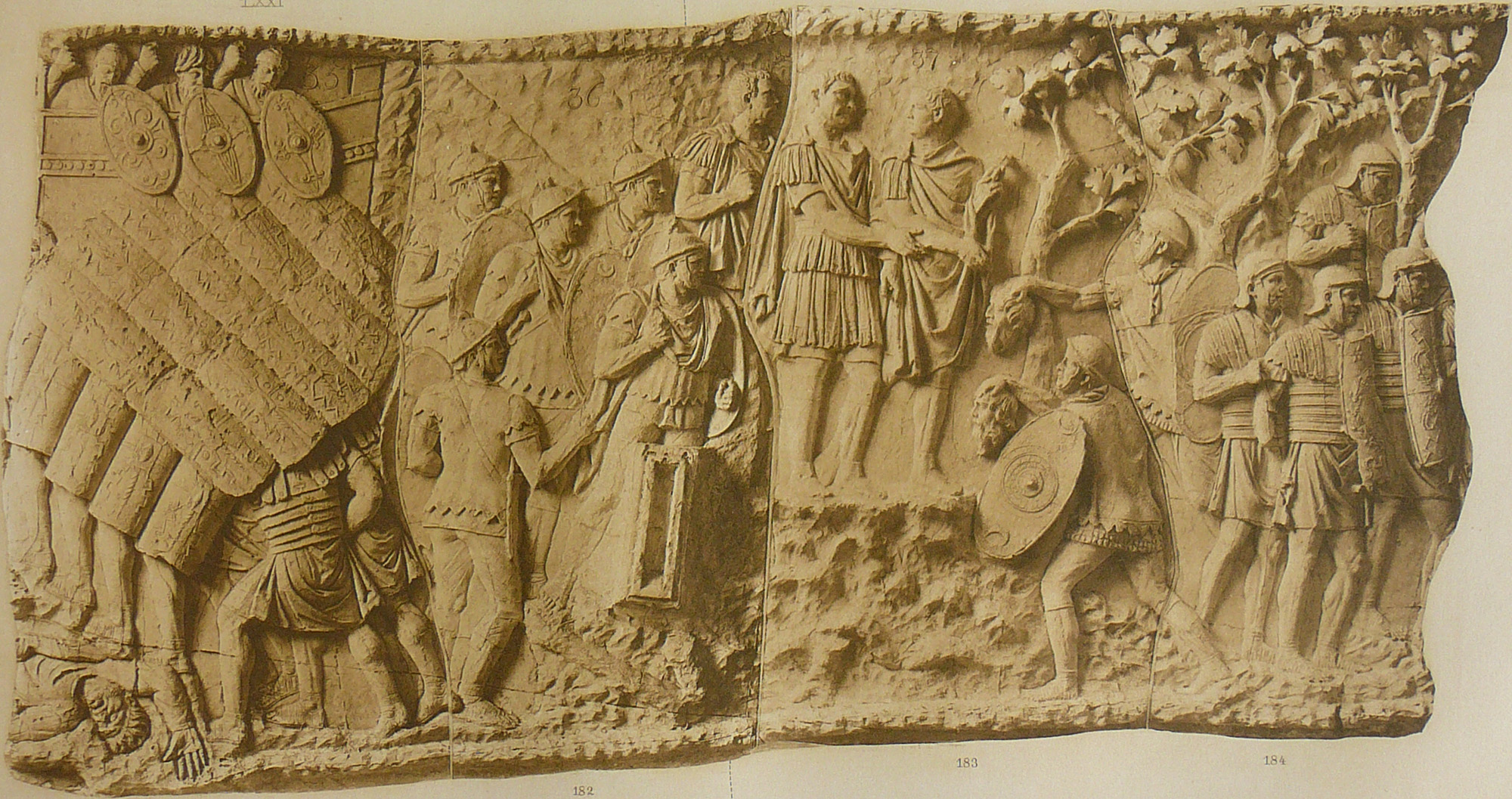
I Romani assediano una cittadella fortificata dei Daci, come appare sulla Colonna di Traiano.

Traiano, che nel frattempo aveva proseguito la sua avanzata, era riuscito a recuperare armi, ingegneri romani fatti prigionieri dai Daci e un vessillo della sfortunata campagna condotta da Cornelio Fusco nell'86, probabilmente appartenuto a una coorte pretoriana. Passato il valico della Torre Rossa, prima che questo potesse essere bloccato dall'esercito nemico, i Romani si disposero al centro dell'arco dei Carpazi, con l'obiettivo principale di conquistare la capitale dei Daci collocata più a ovest. Traiano divise quindi l'esercito in almeno tre colonne, attraverso le quali cominciò ad assediare le fortezze dacie dei monti Orăștie.
È noto con certezza che una di queste colonne, guidata da Lusio Quieto, annoverava tra le sue file cavalieri mauretani, forse individuabili in alcune tavole della Colonna. Le cittadelle daciche, come quella di Costești, caddero una dopo l'altra fino a quando anche l'ultima, presso l'attuale Muncel, fu distrutta sotto i colpi delle armate romane, mentre l'esercito dacico accorso, fu pesantemente sconfitto. La strada per Sarmizegetusa Regia era ora da considerarsi aperta e la guerra ormai vinta. Decebalo, per risparmiare alla capitale gli orrori di un inutile assedio, capitolò. Questa scena è ben raffigurata anche sulla Colonna: gli ambasciatori inviati dal re dace, una volta entrati nel campo militare di Traiano (collocato forse presso la città di Aquae), si prostrano ai piedi dell'imperatore romano implorando la cessazione delle ostilità.

#### Condizioni di pace dopo la prima campagna
Le condizioni di pace imposte da Traiano furono estremamente dure e penalizzanti per il re dace. Decebalo dovette infatti:
- accettare l'insediamento di guarnigioni romane sia nei pressi di Sarmizegetusa Regia (presidiata da vexillationes della Legio XIII Gemina[45]), sia a Berzobis (presidiata da vexillationes della Legio IIII Flavia Felix[46]);
- consegnare tutte le armi e le macchine da guerra;[47]
- restituire tutti gli ingegneri ed i disertori dell'esercito romano;[47]
- distruggere le mura delle fortezze della zona di Orăștie;[47]
- cedere alcuni territori all'Impero romano (annessi alle limitrofe province di Mesia Superior ed Inferior), come il Banato orientale, l'Oltenia, la depressione di Hațeg in Transilvania (dove contingenti di veterani furono posizionati fino ad Apulum[48]) e parte della pianura valacca della Muntenia[49] (con la creazione di nuovi forti a Buridava e Piroboridava);[47]
- rinunciare ad una politica estera autonoma da Roma, accettando ancora una volta lo status di rex socius populi romani;[47][50]
- non dare più asilo ad alcun nuovo disertore e non arruolare più alcun soldato romano.[51]

(Cassio Dione, LXVIII, 9, 6.)
Un'ambasceria dacica fu inviata a Roma per formalizzare la ratifica del trattato di pace da parte del Senato, così da consentire allo stesso Traiano, all'inizio dell'inverno del 102, di lasciare il quartier generale posto vicino a Sarmizegetusa Regia per tornare a Roma. Qui ottenne il meritato trionfo ed assunse il titolo di Dacicus dalla fine di quello stesso dicembre, mentre le monete allora coniate celebrano la Dacia victa. In seguito a questi eventi, l'intero corso del Danubio fu riorganizzato militarmente, e la vicina provincia di Pannonia fu divisa in Superior e Inferior.

### Seconda campagna

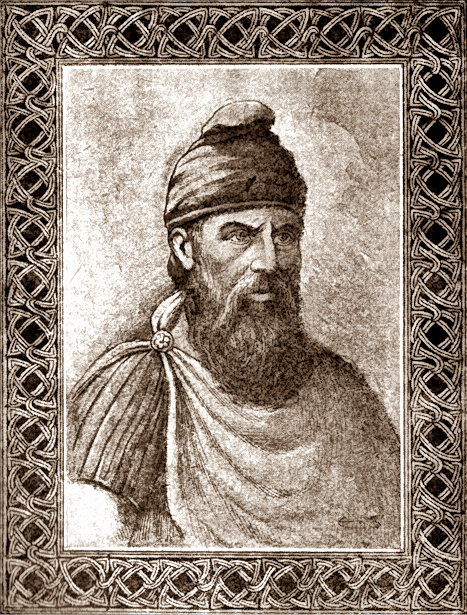
Ritratto di Decebalo

#### Anno 105
Gli accordi stabiliti nel 102 non furono però rispettati dai Daci. Decebalo, infatti, non solo riarmò l'esercito e ricostruì le vecchie fortezze attorno alla capitale, ma accolse nuovi disertori e cercò nuove alleanze con i Parti di Pacoro II, attaccò gli Iazigi, alleati dei Romani, impossessandosi di alcuni loro territori (come parte del Banato) e soppresse alcuni nobili Daci filoromani. Di fronte a quelle che interpretò come provocazioni, nel giugno del 105 Traiano partì nuovamente per la Dacia. Questa sua nuova marcia verso il Danubio è rappresentata sulla colonna in modo assai dettagliato, dove Traiano sembra abbia attraversato l'Adriatico secondo tre possibili ed alternative rotte di navigazione:
1. dal porto di Classe (dove era presente la Classis Praetoria Ravennatis[63]), raggiungendo il Danubio lungo il percorso Aquileia-Emona-Sava-Siscia-Singidunum-Viminacium;
2. oppure partendo da Ancona[64] fino a raggiungere la costa dell'Illirico romano a Iader oppure continuando per Aquileia (vedi sopra, prima ipotesi);
3. oppure da Brindisi, raggiungendo Dyrrhachium, da dove avrebbe percorso una strada fino al Danubio, passando da Naissus.[65] Tuttavia il suo itinerario rimane incerto.

Nel frattempo Decebalo non era rimasto inattivo, tanto che Traiano, giunto sulle rive del Danubio, si trovò a dover affrontare una situazione difficile. La ripresa delle attività militari daciche aveva messo in ginocchio la provincia di Mesia inferiore: Decebalo era riuscito con l'inganno a fare prigioniero nel 104 uno dei massimi comandanti romani (lasciato a governare i nuovi territori appena occupati), il consolare Longino (identificabile con Gneo Pinario Emilio Cicatricula Pompeo Longino), la cui cattura ed il cui suicidio sono narrati da Dione ed aveva anche tentato di far assassinare lo stesso Traiano da alcuni disertori; un tentativo, peraltro, fallito miseramente.
(Cassio Dione, LVIII, 11.3.)
Numerose postazioni fortificate romane in Valacchia erano state occupate o poste sotto assedio dai Daci, come pure quelle lungo il Danubio. L'opera di riconquista portò l'imperatore a spendere l'intera estate del 105, tanto da impedirgli di avviare una nuova campagna di invasione in territorio dace prima dell'anno successivo. Nella Colonna sono evidenziate molto bene alcune fasi di quei mesi di guerra:
- l'imperatore, alla testa dei suoi pretoriani, giunto dopo un lungo viaggio da Roma, raggiunge il fronte in un territorio che sembra appartenere a genti daco-getiche, e viene da queste stesse popolazioni acclamato;[72]
- Traiano, in una città della medesima regione, offre un sacrificio propiziatorio in vista della nuova campagna da compiere, di fronte ad una folla mista di Romani e Daci (o Geti[73]);
- Un gruppo di soldati, deposte le armi, comincia ad abbattere alberi e a costruire una strada verso una città fortificata all'interno della foresta (forse dalla Dacia, in Oltenia[74]);
- Decebalo, all'interno di una fortezza, partecipa ad un consiglio di guerra con alcuni nobili daci, mentre altri dignitari si radunano da più parti, come lasciano intendere la pianura e le montagne raffigurate sullo sfondo[75]);
- Alcune postazioni romane sono attaccate, ma sembrano resistere all'impeto dei Daci, i quali attaccano successivamente anche una triplice linea di difesa che potrebbe essere identificata con il limes della Dobrugia, costruito da Domiziano durante la sua prima campagna dacica (tra l'85 e l'89), e potenziato da Traiano forse nel periodo 103-104.[76]
- Traiano in persona, raggiunto il fronte della battaglia (probabilmente in Dobrugia), soccorre il governatore della Mesia inferiore, Lucio Fabio Giusto,[77] e respinge i Daci. Si tratterebbe evidentemente dell'ultima scena della campagna del 105.[78]

#### Anno 106

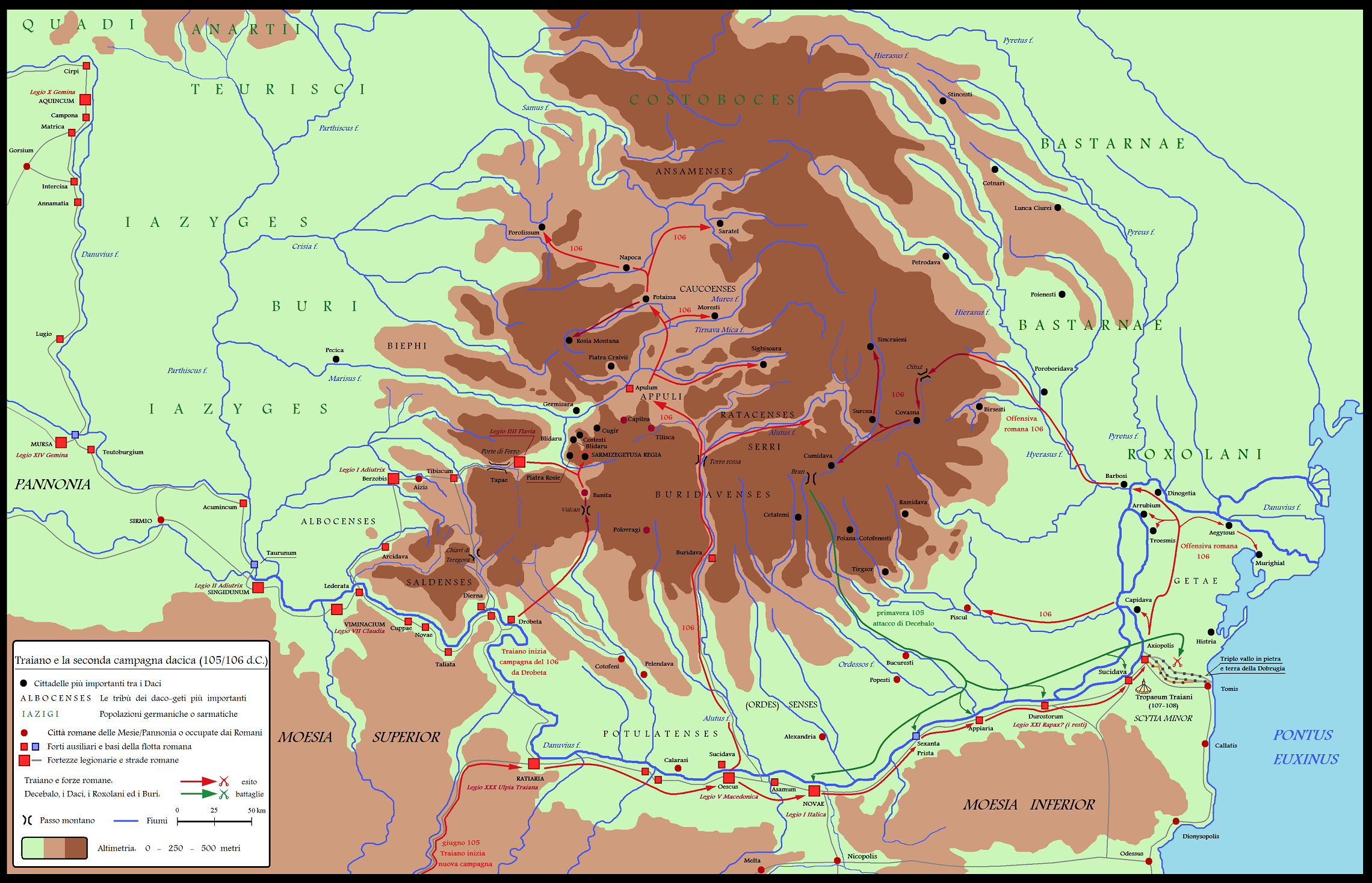
La seconda campagna in Dacia di Traiano del 105 e 106.

La rottura della pace, avvenuta a soli due o tre anni dalla sua conclusione, non lasciava alternative a Traiano: era necessaria la conquista dell'intera regione. Vennero riunite forze militari ancora più ingenti di quelle impiegate nella prima campagna e, attraversato il grande ponte sul Danubio che Apollodoro, durante il breve periodo di pace, aveva appena terminato a Drobetae, Traiano diede inizio alla sua ultima campagna dacica.
Gli alleati di Decebalo - Buri, Roxolani e Bastarni - alla notizia dei preparativi dell'ultima grande invasione da parte di Traiano abbandonarono il re dace. Dopo numerosi fallimentari tentativi di riconciliarsi con l'imperatore (o di avvelenarlo, come era stato tentato appena l'anno precedente), il re ribelle si trovò a dover capitolare per la seconda volta. Traiano, prima dello scontro finale, avrebbe convocato presso il suo quartier generale sul Danubio, probabilmente a Drobetae, numerosi capi delle popolazioni "amiche ed alleate del popolo romano" - Quadi, Marcomanni, alcune tribù dei Daco-geti e forse gli stessi Iazigi - al fine di ottenere aiuti militari ed appoggio strategico prima di iniziare l'ultima campagna, sincerandosi così della loro fedeltà.
Il re dace, attaccato da due fronti come rappresentato anche sulla Colonna (forse dal versante delle "Porte di ferro" e da quello del passo della Torre Rossa), oppose una resistenza così disperata che i Romani lasciarono sul campo numerosi morti e feriti, vittime della feroce combattività dei Daci. Alla fine, dopo un lungo e sanguinoso assedio, anche Sarmizegetusa Regia capitolò sotto i colpi degli eserciti romani riunitisi verso la fine dell'estate di quell'anno. Le fasi salienti di questo assedio sono rappresentate anch'esse sulla Colonna di Traiano, nella quale viene raffigurato anche il suicidio finale che i capi daci si inflissero per evitare di essere fatti prigionieri dai Romani. Caddero infine, una dopo l'altra, tutte le rocche fortificate della zona di Orăștie: da Popești a Cetățeni, Piatra Neamț, Pecica, Piatra Craivii, Căpâlna, Costești, Bănița, Bălănești fino a Tilișca.

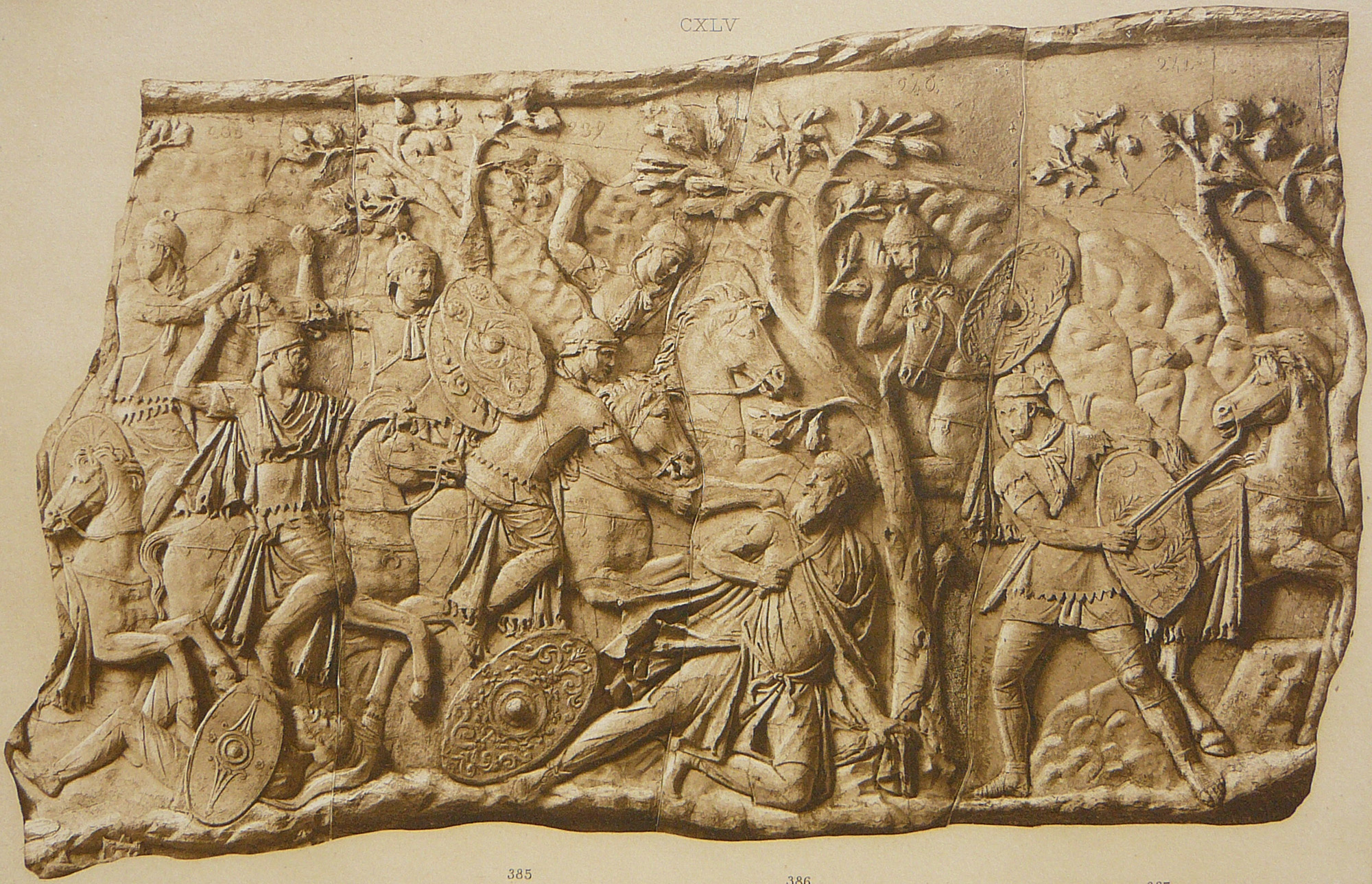
Il suicidio di Decebalo, re dei Daci, sulla Colonna di Traiano.

Traiano era deciso a non concedere più condizioni di pace analoghe alle precedenti. Era necessaria la sottomissione definitiva della Dacia, e per ottenerla era necessario costruire strade e forti in modo da isolare il nemico e non concedergli più alcun vantaggio. L'avanzata, pur procedendo in modo lento, risultò alla fine inesorabile ed immune dai continui attacchi del nemico, una circostanza anche questa illustrata sulla Colonna. Decebalo cercò rifugio al nord, sui monti Carpazi, ma una colonna romana lo inseguì lungo la valle del fiume Marisus, in una regione quasi inaccessibile. I capi daci del nord del Paese, pur consapevoli della loro fine imminente, si unirono al re in un disperato tentativo di ribaltare le sorti compromesse della guerra, riportando anche qualche successo. Ma la conclusione era ormai inevitabile: Decebalo fu raggiunto da un'unità ausiliaria dell'esercito romano in località Ranistroum (l'odierna Piatra Craivii, a nord dell'appena istituita colonia di veterani di Apulum) e, una volta circondato, come è ben rappresentato anche sulla Colonna di Traiano, si suicidò, preceduto e seguìto da molti dei capi del suo seguito. La testa del re dei Daci fu portata a Traiano dal cavaliere che era riuscito nell'impresa di catturarlo, Tiberio Claudio Massimo. Era la fine della guerra. Per alcuni mesi l'esercito romano fu ancora impegnato in azioni repressive ma si trattò di sedare piccole sommosse locali. La monetazione di quell'anno poteva così celebrare la Dacia capta (occupata).

## Conseguenze

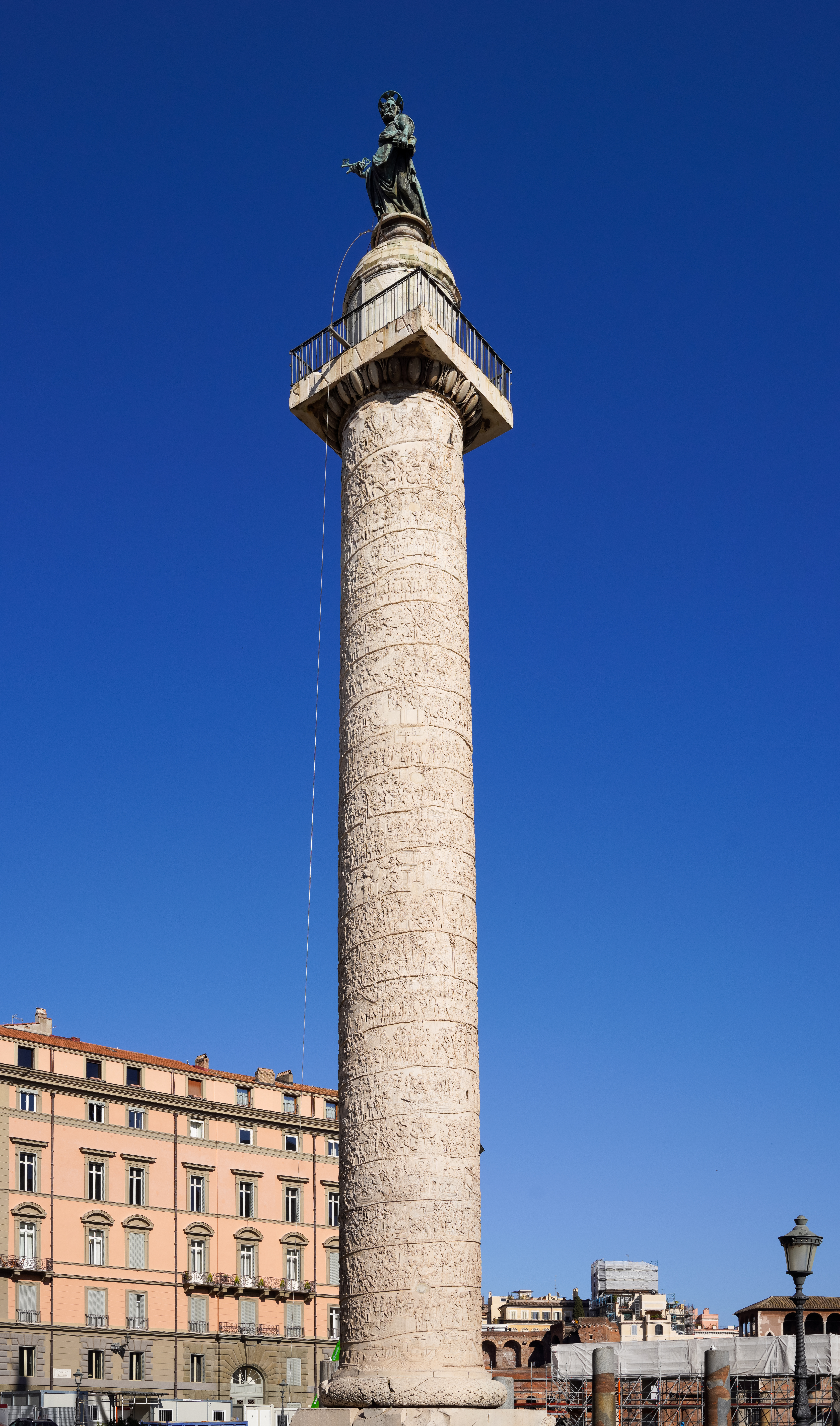
La colonna di Traiano a Roma

Il regno dacico cessò di esistere, a parte alcune zone rimaste libere lungo la pianura del Tibisco, del basso Marisus e del Crisul. Il cuore del vecchio regno di Decebalo fu trasformato, insieme all'Oltenia occidentale ed al Banato, nella nuova provincia di Dacia, con capitale la città di nuova fondazione di Colonia Ulpia Traiana Augusta Dacica Sarmizegetusa (probabilmente sul tracciato del vecchio campo militare di Traiano). Al contrario, buona parte della pianura della Valacchia (con l'installazione di alcuni forti di unità ausiliarie come a Piroboridava), della Muntenia e della Moldavia furono attribuite alla provincia di Mesia inferiore.

### Le reazioni immediate
Si narra che la conquista della Dacia fruttò a Traiano un enorme bottino, stimato in cinque milioni di libbre d'oro (pari a 163,6 t) e nel doppio d'argento, ed una straordinaria quantità di altro bottino, oltre a mezzo milione di prigionieri di guerra con le loro armi. Si trattava del favoloso tesoro di Decebalo, che lo stesso re avrebbe nascosto nell'alveo di un piccolo fiume (il Sargetia) nei pressi della sua capitale, Sarmizegetusa Regia. Qualcuno ha pensato che questi numeri strabilianti fossero frutto di un errore di trascrizione e che la cifra reale dovesse essere divisa per dieci ma, anche se così fosse, il risultato rimarrebbe di eccezionale pregio. In effetti Traiano sembra abbia ricevuto da questo immenso bottino circa 2 700 milioni di sesterzi, cifra nettamente più elevata dell'intera somma sborsata da Augusto e documentata nelle sue Res gestae divi Augusti. Oltre a ciò, la conquista contribuì ad un aumento permanente delle entrate nelle casse dello Stato grazie alle miniere della Dacia occidentale che furono riaperte sotto la sorveglianza dei funzionari imperiali.
All'imperatore venne tributato un grandioso Trionfo, con spettacoli gladiatorii, corse dei carri nel Circo Massimo, un nuovo Foro e la costruzione della famosa Colonna, alta trenta metri, nel cui fregio a spirale lungo duecento metri furono scolpite le imprese militari di Traiano e dei suoi generali: un'opera di rara bellezza ed originalità dove, sotto la guida del grande architetto Apollodoro di Damasco, fino al giorno dell'inaugurazione (avvenuta il 12 maggio del 113), numerosi scultori lavorarono a 155 scene e 2500 figure.
Altre testimonianze degli onori e dei trionfi tributati in tutto l'impero a Traiano, l'optimus princeps, sono ancora oggi visibili negli archi di Benevento e di Ancona, nel Foro a lui dedicato, nel "grande fregio" a Roma o nel Tropaeum Traiani di Adamclisi del 107/108.

### L'impatto sulla storia
La colonizzazione in massa della Dacia con cittadini romani, fatti giungere da gran parte delle province danubiane, permise all'impero di creare un saliente strategico all'interno del "mare barbarico" che si stendeva tra la piana ungherese del Tibisco e i territori di Valacchia e Moldavia. Traiano era riuscito ad occupare questi ultimi territori ad est della Dacia che, però, alla sua morte furono abbandonati dal suo successore Adriano, un errore strategico a cui non fu mai posto rimedio. Ciò avrebbe permesso di ridurre i confini imperiali, avanzando le unità militari sul basso Danubio fino al fiume Siret, con grande risparmio sulle economie militari dell'area.
La permanenza romana in Dacia, sebbene storicamente limitata a meno di due secoli (la provincia sarebbe stata infatti completamente abbandonata nel 271), lasciò un'impronta duratura sull'area, tanto che la lingua romena, che si sarebbe sviluppata nei secoli successivi, è rimasta una lingua romanza, nonostante l'isolamento entro una regione europea successivamente slavizzata. E, non da ultimo, il moderno Stato che occupa il territorio dell'antica provincia, si chiama, non a caso, Romania.